# 第386步兵師 (德國國防軍)
第386步兵師（德語：386. Infanterie-Division）是納粹德國國防軍陸軍的一個步兵師。該師於1940年4月組建。
該師組建後，在德國國內駐紮防守。該師於1940年8月法國戰役勝利後解散，1942年11月重建為第386摩托化步兵師（德語：386. Infanterie-Division (mot.)）。
該師最後於1943年3月解散，其部隊成為第3裝甲擲彈兵師一部份。

## 註腳
1. ↑  Mitcham（2007年）